# Ga Sai Luat BTS

Biển hiệu ga Sai Luat

Ga Sai Luat (tiếng Thái: สถานีสายลวด, phát âm [sā.tʰǎː.nīː sǎːj lûat]) là một ga BTS Skytrain, trên Tuyến Sukhumvit ở Samut Prakan, Thái Lan.
Nó mở cửa ngày 6 tháng 12 năm 2018 như một phần của dự án mở rộng 13 km về phía Đông. Lượt đi trên tuyến mở rộng sẽ được miễn phí đến ngày 16 tháng 4 năm 2019.